# Константин Касимовски
Константин Родионович Касимовски е руски крайнодесен политик.

## Биография
Между 1989 и 1993 година Касимовски е член на Национално-патриотическия фронт „Памет“, участник е в Приднестровския конфликт. На 6 май 1993 година основава „Руски национален съюз“. За известно време е бил редактор във вестник „Щурмовик“. В периода между 1998 и 2001 година е лидер на движението „Руско действие“. През месец октомври 1999 година е осъден на две години затвор и условна присъда от две години. През пролетта на 2001 година се присъединява към движението „За Вяра и Отечество“. Той е привърженик на възраждането на монархията и Руската православна църква в чужбина.